# Urawa (Saitama)
Urawa (japanisch 浦和市 Urawa-shi, deutsch ‚(kreisfreie) Stadt Urawa‘, englisch Urawa City/City of Urawa) war bis 2001 eine kreisfreie Stadt (-shi) in und Hauptstadt der japanischen Präfektur (-ken) Saitama. 2001 wurde sie mit den Städten Ōmiya und Yono zur Stadt Saitama fusioniert. Dort erstreckt sich das Gebiet der Stadt Urawa in die heutigen Bezirke (-ku) Sakura, Urawa, Minami und Midori. Heute bezeichnet man das Gebiet der ehemaligen Stadt Urawa auch als Gebiet Urawa (浦和地区 Urawa-chiku).

## Geschichte

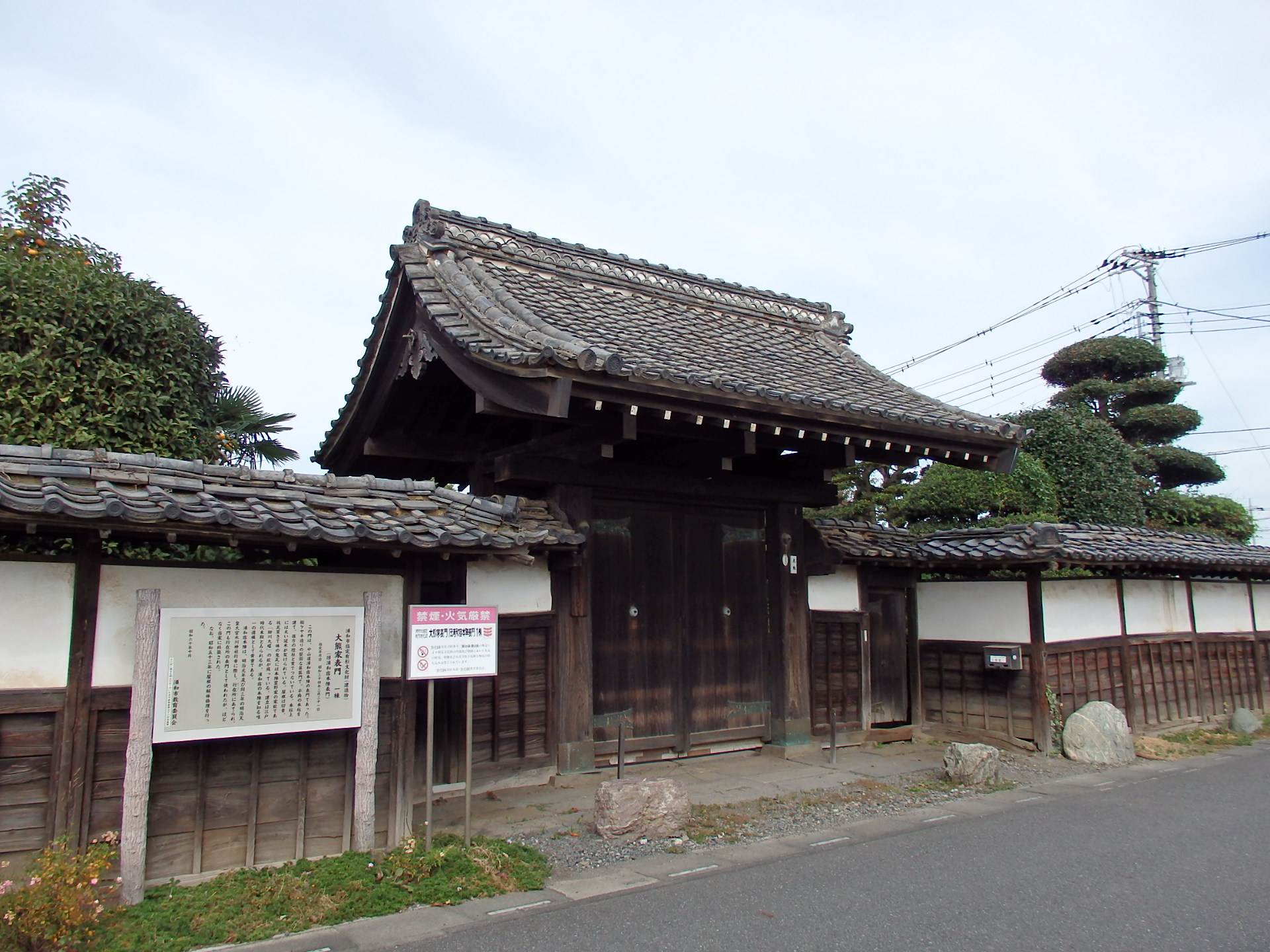
Im heutigen Bezirk Midori rekonstruiertes vorderes Tor des honjin von Urawa-shuku; das honjin einer edo-zeitlichen Wegstation war der Bereich, in dem reisende Fürsten oder Regierungsbeamte logierten und bewirtet wurden.

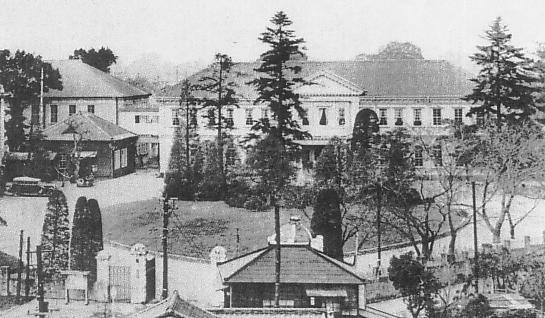
Präfekturverwaltungsgebäude Saitama im frühen 20. Jahrhundert

In dieser Form bestand Urawa seit 1934, davor hieß es im Landkreis (-gun) Nord-Adachi Stadt Urawa (浦和町). Diese war nach der Meiji-Restauration Verwaltungssitz der Präfektur Urawa; 1871 sollte in Iwatsuki im Landkreis Saitama die Präfekturverwaltung des vergrößerten und nach dem Landkreis umbenannten Urawa/Saitama eingerichtet werden, aber letztlich blieb die Stadt Urawa Hauptstadt. In der Edo-Zeit hieß der Ort als Wegstation an der Nakasendō Urawa-shuku (浦和宿) und stand unter direkter Kontrolle des Shogunats.

## Söhne und Töchter der Stadt
- Nobuko Nakahara (1929–2008), Architektin